# Victor Jara n°2547
Victor Jara N°2547 est un film documentaire français écrit et réalisé par Elvira Díaz et diffusé sur France 3 et Telesur en 2013.

## Synopsis
Réquisitionné 3 jours à la morgue de Santiago du Chili, quelques jours après le coup d’état du 11 septembre 1973, le jeune fonctionnaire de l’État civil Hector Herrera, est témoin de la disparition de centaines de cadavres. Un matin, parmi des centaines de victimes, il se retrouve face au corps du célèbre chanteur engagé et ambassadeur culturel du président socialiste Salvador Allende : Victor Jara. Pour ne pas qu’il disparaisse comme les autres, il trompe la vigilance de la junte et parvient, au péril de sa vie, à rendre son corps à son épouse et à l’enterrer… légalement. Après 40 ans d’exil en France, alors que le procès de l’assassinat de Victor Jara est toujours en cours, Hector sort de son silence et revient sur les étapes de cet acte de désobéissance.

## Fiche technique
- Titre du film : Victor Jara N°2547
- Réalisation et scénario : Elvira Díaz
- Production : Hugues Landry, Laurent Roth pour Inthemood..., France 3 Languedoc-Roussillon, France 3 et avec le soutien du CNC,de la Procirep, de l'Angoa,de la Région Languedoc-Roussillon et de la Fondation Victor Jara.
- Photographie : Franck Detranchant - Couleur
- Son : Christophe Motte - Dolby stéréo
- Montage : Florence Jacquet / Elvira Diaz
- Durée : 52 minutes
- Pays d'origine :  France
- Sorties : En avant-première le 5 septembre 2013 à Nîmes et le 11 septembre à Montpellier; sur France 3 dans le cadre de l'émission La Case de l'oncle Doc le 16 septembre 2013 sur France 3
- Distinctions : En sélection officielle au Festival Biarritz Amérique Latine.

## Commentaire
Si le chanteur Victor Jara ne compte pas parmi les desaparecidos (les disparus) de la dictature chilienne et que son corps repose aujourd'hui au cimetière général de Santiago, il le doit, principalement, à Hector Herrera, le personnage central de ce film. Celui-ci a réussi à tromper la vigilance des militaires en organisant le "sauvetage" de sa dépouille. « À l'époque, j'avais vingt-trois ans, j'étais fonctionnaire du Ministère de la Justice, du registre civil et de l'identification. Au Chili, il faut savoir que les citoyens sont tous fichés grâce à leurs dix empreintes digitales et, peu après le Coup d'État, on m'a demandé d'aller travailler à la morgue car les corps inertes s'amoncelaient. [...] À un moment, je reconnus parmi les cadavres Victor Jara. Je ne voulais absolument pas que ce corps soit jeté à l'eau ou disparaisse », explique Hector Herrera, ancien réfugié politique, à présent propriétaire d'un restaurant à Nîmes. Ainsi, grâce à l'aide de quatre autres fonctionnaires, Hector parvient à sortir le corps du chanteur et à l'inhumer légalement dans le plus parfait anonymat. Les auteurs de cet acte de désobéissance conserveront le silence durant pratiquement quarante années. En 2009, à la demande de la famille du chanteur, Hector Herrera témoigne au tribunal. L'enquête sur l'assassinat de Victor Jara est donc toujours ouverte, le procès suit son cours. Exhumé en 2010 pour autopsie, puis inhumé à nouveau, lors de funérailles importantes organisées la même année, la dépouille de l'artiste est désormais une pièce à conviction susceptible de confondre les responsables de sa mort.
La réalisatrice Elvira Díaz exprime ainsi les raisons de son intérêt pour une histoire longtemps tenue secrète : « Mon père est un réfugié politique chilien. Il est arrivé en France en 1974 et vit à Alès. Il faisait des concerts dont les bénéfices étaient envoyés à la Résistance chilienne. Il interprétait, notamment, les œuvres de Victor Jara. Il y a cinq ans, je mangeais avec mon père au Rinconcito à Nîmes. Et là, mon père me dit : "Tu sais que c'est Hector, le propriétaire de ce restaurant, qui a enterré Victor Jara." Je n'y croyais pas. C'était comme s'il avait enterré Jacques Brel en France. Durant deux ans, Hector m'a alors raconté son histoire. Puis, nous l'avons filmé en France et au Chili »confie-t-elle.